# Husayn Abd al-Basir
Hussein Bassir in arabo حسين عبد البصير‎?, Ḥusayn ‘Abd al-Baṣīr (Il Cairo, 1973) è un egittologo egiziano che lavora alle Piramidi di Giza, e uno dei direttori di scavo della missione di scavo nella Valle delle Mummie d'Oro presso l'Oasi di Bahariya.
Nel 1994 ha ottenuto una laurea in egittologia all'Università del Cairo. Nel 2004, ha ottenuto un Master in "Studi del Vicino Oriente" dall'Università Johns Hopkins di Baltimora, Maryland (Stati Uniti d'America), in cui egli fa ricerca come dottorando.
È autore di alcuni libri ambientati nell'antico Egitto: Alla ricerca di Khnum e Il vecchio ippopotamo rosso.
Prima di andare negli Stati Uniti d'America, ha lavorato come archeologo nelle missioni archeologiche del dottor Zahi Hawass. Ha inoltre partecipato a numerosi scavi archeologici in varie regioni dell'Egitto. Le sue ricerche includono commenti su letteratura e cinema arabi, egittologia e archeologia. È membro del Supremo Consiglio Egiziano delle Antichità del Ministero della Cultura.
| Controllo di autorità | VIAF (EN) 316392342 · ISNI (EN) 0000 0004 4996 5137 · LCCN (EN) no2015160943 · GND (DE) 1072705052 · J9U (EN, HE) 987008729591105171 |